# 伊丽莎白·马蒂索-史密斯
伊丽莎白·马蒂索-史密斯（1963年—）是一位分子人类学家，奥塔哥大学教授。2018年起任解剖系系主任。